# Universal (metafísica)

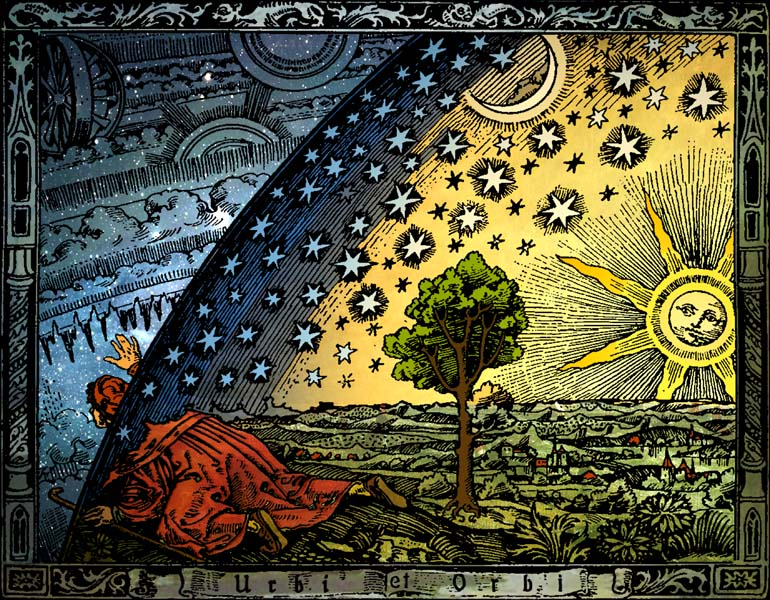
Universum, Grabado Flammarion, xilografía, publicada en París, 1888.

El Universo y lo universal se definen como conceptos respecto a diversos ámbitos.

## Universo y Ser
Respecto al Ser, señaló Ortega: -El Universo, la misma palabra lo dice, no puede ser más que Uno. No puede ser, de ninguna manera,  "Multiverso”.

Universo es el nombre del tema, del asunto para cuya investigación ha nacido la filosofía. Ahora bien, este objeto Universo es tan extraño, tan radicalmente distinto de todos los demás, que desde luego obliga al filósofo a situarse ante él en una actitud intelectual completamente diferente de la que las ciencias particulares adoptan ante los suyos.
Entiendo por Universo formalmente, «todo cuanto hay». Es decir, que al filósofo no le interesa cada una de las cosas que hay por sí, en su existencia aparte y diríamos privada, sino que, por el contrario, le interesa la totalidad de cuanto hay y, consecuentemente, de cada cosa lo que ella es frente y junto a las demás, su puesto, papel y rango en el conjunto de todas las cosas –diríamos la vida pública de cada cosa, lo que representa y vale en la soberana publicidad de la existencia universal. Por cosas entenderemos no solo las reales físicas o anímicas, sino también las irreales, las ideales y fantásticas, las transreales, si es que las hay. Por eso elijo el verbo «haber»; ni siquiera digo «todo lo que existe», sino todo lo que «hay». Este «hay» que no es un grito de dolor, es el círculo más amplio de objetos que cabe trazar, hasta el punto que incluye cosas, es decir, que hay cosas de las cuales es forzoso decir que las hay, pero que no existen. Así, por ejemplo, el cuadrado redondo, el cuchillo sin hoja ni cacha o todos esos seres maravillosos de que nos habla el poeta Mallarmé –como la hora sublime que es, según él, «la hora ausente del cuadrante», o la mujer mejor, que es la «mujer ninguna». Del cuadrado redondo solo podemos decir que no existe, y no por casualidad, sino que su existencia es imposible; pero para poder dictar sobre el pobre cuadrado redondo tan cruel sentencia es evidente que tiene previamente que ser habido por nosotros, es menester que en algún sentido lo haya.
Ortega. ¿Qué es Filosofía?. Lección IV.

Que en este sentido no haya más que un solo universo lo estableció Parménides en Grecia en el siglo V a. C.: «El Ser es y el no-ser no es».

Un rasgo curioso del problema ontológico es su simplicidad. Puede formularse en dos monosílabos castellanos: «¿Qué hay?». Puede además responderse en una sola palabra: «Todo», y todos aceptarán esta respuesta como verdadera. Sin embargo, esto es sólo decir que hay lo que hay. Queda lugar para discrepancias en casos particulares; y así la cuestión ha persistido a través de los siglos.
Quine. Desde un punto de vista lógico. op. cit. p.1.

El Universo, así entendido, se enfrenta a 'la Nada', teniendo en cuenta que la nada no solo no es, sino que no puede ser pensada. Ni siquiera un concepto, pues ya sería algo. Y si es algo estaría ya dentro del Ser, como el cuadrado redondo. La nada ni siquiera la podemos concebir en el pensamiento.
Sin la idea del Ser no podemos siquiera pensar. Por ello Parménides, identifica el pensar con el ser.

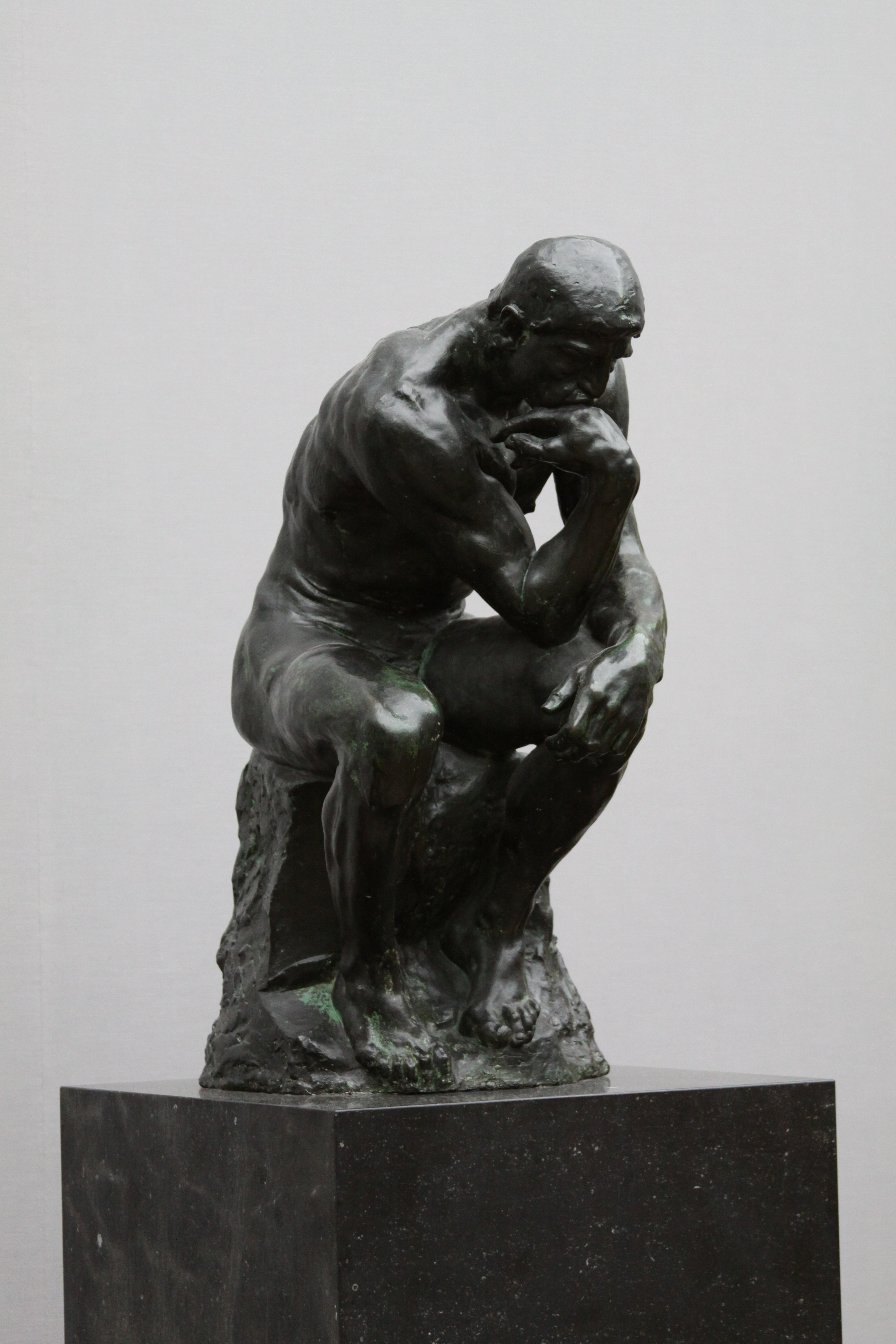
Le Penseur Alte Nationalgalerie

Esta identificación del pensar con el ser produce extrañeza al pensamiento no crítico, pero ha sido una constante en la Historia del pensamiento.
No basta, por tanto con decir que la Nada no existe. «No hay la Nada», habría que decir. Cosa bastante diferente a decir «no hay nada».
Este es el modo de entender «todo lo que hay», porque lo que pensamos, por el mero hecho de ser pensado, ya es ser, un elemento más del universo, junto con todo lo que sea independiente de nuestro pensamiento, lo conozcamos o no.
Esta diferencia tiene gran importancia en Filosofía y en el uso del lenguaje. Todas nuestras referencias lingüísticas vienen condicionadas al verbo ser, incluso cuando no estamos tratando de existencias.
Pegaso, «es» un caballo con alas. Le damos existencia en nuestro pensamiento y lenguaje, puesto que lo pensamos y le ponemos un nombre. Pero no existe.
El Ser, entonces puede ser un pensamiento y una palabra. Lo que vendría a representar la paradoja de que el Ser como un Todo no «existe», sino que es una referencia conceptual, una representación de nuestro modo de entender y expresar la realidad dependa o no de nuestro pensamiento.
Lo que plantea el problema de la analogía del Ser, tratado ya desde antiguo por la Filosofía, y el uso del lenguaje.
La filosofía actual no admite el argumento ontológico como prueba o demostración de la existencia del Ser en cuanto tal, ya se entienda éste como Dios o cualquier otra forma de concepción trascendente. Lo que quiere decir que el Ser, como concepto y como expresión en el lenguaje tiene una existencia, pero no podemos afirmar su existencia independiente de nuestro pensamiento.
Existen las cosas. Pero el Ser es un vacío porque no es más que pensamiento.
La pretensión de una Ciencia del «Ser en cuanto tal», la Metafísica, no es admitida como ciencia.
Ni la Ciencia ni la Filosofía en cuanto conocimiento pueden afirmar la existencia del Ser. Pero asumen que no corresponde a su ámbito de conocimiento su negación.
Por eso existen y seguirán existiendo las filosofías que pretenden ser trascendentes, lo mismo que las ideologías trascendentales y las religiones. La acción y la moral abren ámbitos y horizontes que no son dependientes del conocimiento científico, aunque sí entran dentro de la reflexión filosófica respecto al universo.

Si la física es todo lo que se puede medir, la Filosofía es todo lo que se puede decir del Universo
 Ortega. ¿Qué es Filosofía? Lección IV

.
La reflexión crítica y el estudio del lenguaje, por su parte, nos revela que es el uso del lenguaje el que encierra en sí su propio significado y establece sus propias reglas en multitud de juegos de lenguaje, como señala Wittgenstein.
Nuestro conocer la realidad no puede dejar de ser una interpretación del mundo expresada mediante el lenguaje.
La Filosofía pretende abarcar el Todo, pero no lo puede conocer tal cual «es».
Pero el ser humano se abre a horizontes cada vez más amplios y complejos que constituyen el devenir de su existencia y se abre a lo trascendente, al misterioso más allá en un Universo de horizonte cada vez más amplio según el desarrollo de lo humano, en el conocimiento de la ciencia, la moral y el arte.

## Universo y Mundo
En el ámbito del conocimiento, todo lo que podemos conocer constituye el Mundo.
Una distinción importante, Universo/Mundo, aunque no pocas veces utilizamos estos términos como sinónimos y se confunden los conceptos.
Por Mundo, en sentido filosófico, hemos de entender el Universo en tanto en cuanto es conocido. El Universo es más amplio y contiene al mundo.

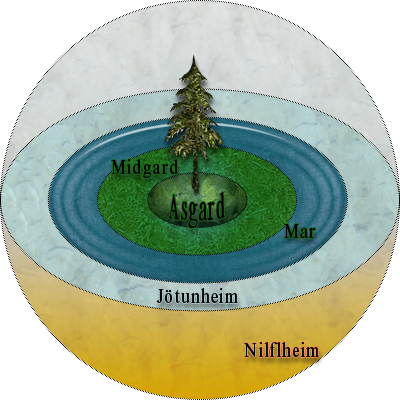
Esquema del universo según la mitología nórdica

Hay un Universo, un Todo; pero hay y puede haber muchos mundos.
Desde los primeros tiempos el hombre diferencia varios mundos: el mundo de los seres vivos y de los seres que no tienen movimiento.
Dos mundos radicalmente separados:
- El mundo material, tradicionalmente considerado como inerte y pasivo.
- Un mundo no-material pero activo respecto a lo material, dotado de automovimiento como vida, que se identifica con la idea de alma, principio de vida y movimiento.[9]
- En las culturas civilizadas, el alma se une con la idea de espíritu,[10] lo que conlleva la aparición de un mundo espiritual, un mundo trascendente que, junto con la idea de inmortalidad y de libertad, constituyen uno de los fundamentos más sólidos de la religión.

A partir de la Edad Moderna la filosofía crítica toma conciencia de que el conocimiento humano conoce el mundo como realidad, y no directamente lo real. Tan realidad es en la conciencia el mundo imaginario como el mundo material que percibimos directamente por los sentidos, salvo un proceso de crítica del conocimiento.
Sobre este punto los racionalistas reconstruyen a partir de las ideas innatas la Metafísica trascendente, la existencia de lo real, mientras los empiristas niegan la posibilidad de un conocimiento fuera del mundo de la conciencia.
Kant, con su Idealismo trascendental considera que el mundo, como naturaleza y campo de la experiencia posible se constituye como el objeto global, el universo del conocimiento científico, la ciencia; la Metafísica queda excluida del ámbito del conocimiento científico; queda recluida al ámbito humano de la moral, el arte y la religión como exigencias de la razón pura práctica a partir de sus postulados: la "inmortalidad del alma", la "Libertad" y la "existencia de Dios".
Lo que de alguna forma conlleva, y para muchos es así, que «cada uno tiene y vive en su mundo».
No obstante Hegel, con su Idealismo Objetivo restaura la filosofía trascendente mediante la consideración de lo Universal abstracto y su oposición al Universal concreto. Tema que merece una consideración más adelante en apartados diferentes.
La filosofía contemporánea se asienta fundamentalmente en un realismo mundano:

La reducción o conversión del mundo a horizonte no resta lo más mínimo de realidad a aquel; simplemente lo refiere al sujeto viviente, cuyo mundo es, lo dota de una dimensión vital, lo localiza en la corriente de la vida, que va de pueblo en pueblo , de generación en generación, de individuo en individuo, apoderándose de la realidad universal.
Ortega. La doctrina del punto de vista.

El conocimiento es una interpretación de lo real, como mundo, pero queda abierta la puerta hacia una reflexión de lo trascendente y, en tanto que teoría, filosófica.

## Universo como Mundo: el Cosmos

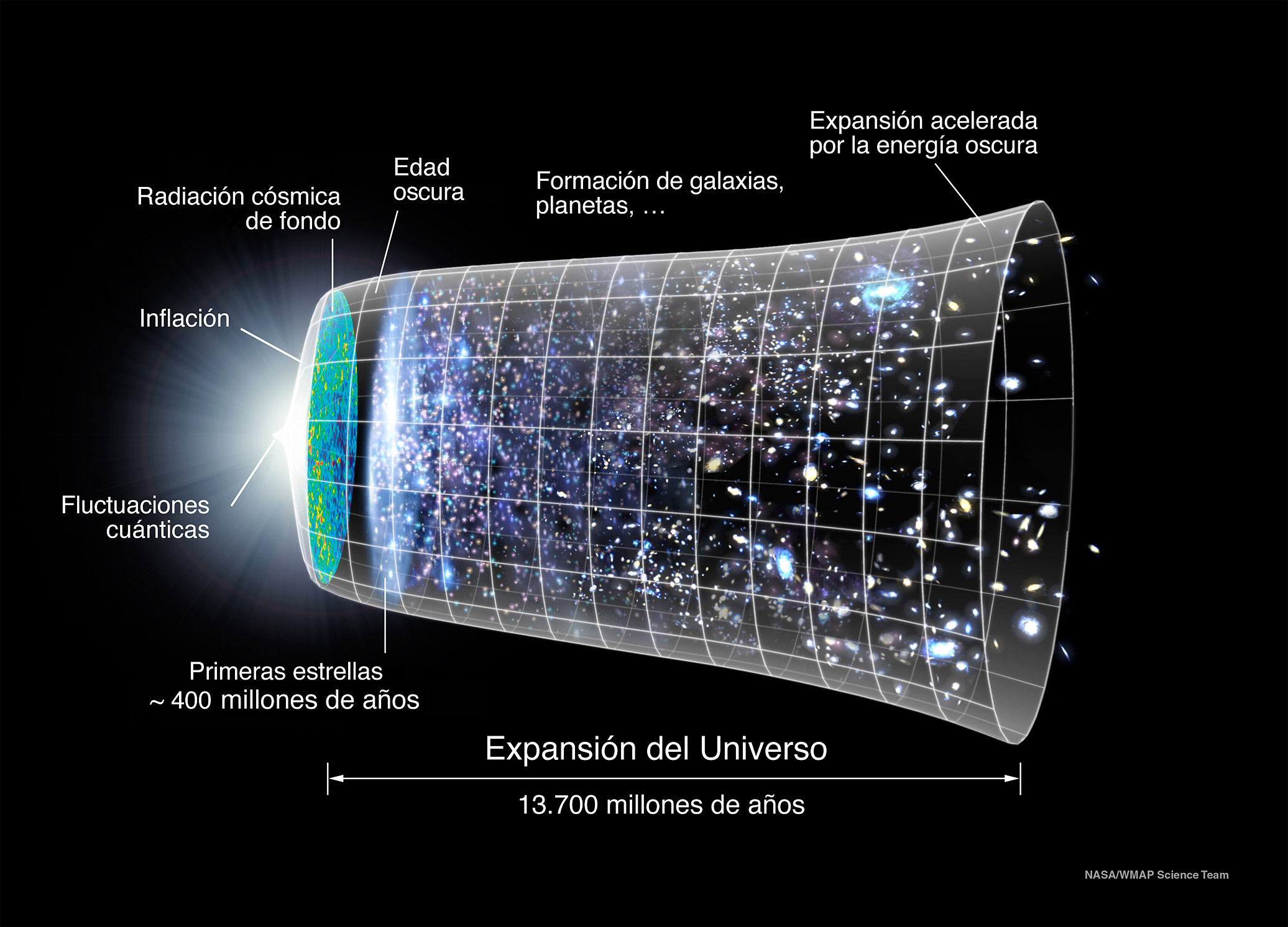
Evolución Universo WMAP

Es el ámbito del Universo referido al Mundo como conjunto material. Suele referirse con mayor frecuencia al origen del mundo, cosmología, así como a la consideración del Universo, entendido como el conjunto de astros que también recibe el nombre de Cosmos.
Cuando este universo se identifica con la Naturaleza incluyendo al hombre, y la cultura etc. entonces llega a tener un significado total, que si se toma como Incondicionado o Absoluto, vendría a coincidir con el Universo entendido Metafísicamente como «Todo lo que hay», y así lo entienden algunos

## Lo universal: lo general vs lo particular
Así lo entendió Aristóteles (το καθολον), lo referente a todos, frente a lo individual (το εκαστον).
Al rechazar la teoría de las ideas de su maestro Platón, Aristóteles consideró que el mundo está formado por un gran número de sustancias unas eternas, mundo supralunar, y otras que se van sucediendo en el tiempo, mundo sublunar.
Las realidades sustanciales, están constituidas por una materia prima indiferenciada y una forma sustancial, o esencia, que es algo compartido con otras sustancias y unas formas accidentales que van cambiando a lo largo del tiempo por la acción sucesiva de las causas mientras permanecen unidas a la materia de la forma sustancial que permanece inmutable. La forma sustancial se une a la materia por medio de la generación, y desaparece por la corrupción, al separarse de ella; la materia es común a todas las cosas y pura potencialidad de ser sin ser ella nada.
La materia no tiene existencia sin la forma. Tal es la teoría hilemórfica.

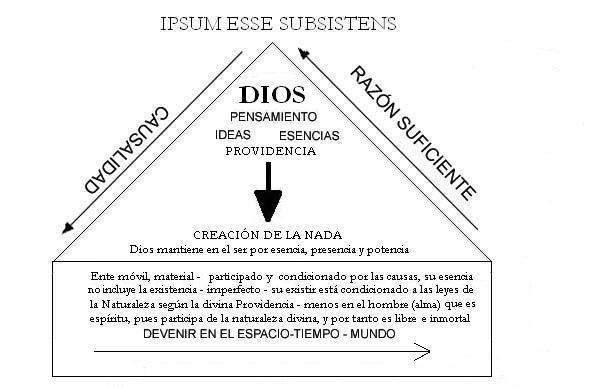
EL SER Y EL ENTE POR PARTICIPACIÓN Y ANALOGIA en la filosofía cristiana

Por ello lo universal, como forma y esencia, puede referirse a una totalidad plural de objetos semejantes aunque diferentes en su individualidad concreta material y su situación en el mundo. Cada género, cada especie, cada propiedad, como forma sustancial o accidental adquiere realidad en un conjunto de entes individuales que participan de la realidad definida por las propiedades o cualidades que poseen dichos individuos.
Las formas son comprendidas mediante conceptos universales que representan una esencia o un accidente, y se predican de los individuos, como sujetos según unas categorías. La verdad del conocimiento se manifiesta en los juicios.
El conocimiento consiste en conocer las formas en cuanto universales, y poder establecer juicios (hoy hablaríamos de proposiciones) necesarios y universales, categóricos, por estar basados en lo que las cosas son como realidad, frente a los juicios de la experiencia, que siempre serán juicios particulares y subjetivos, ligados a la situación de la percepción sensible y cambiante del sujeto.
De esta forma lo que se predica de todos, por llevar en sí la misma forma, se predica de cada uno de los seres que pertenecen al mismo género y especie o tienen la misma forma accidental. El juicio aristotélico, y la filosofía tradicional así lo entiendía, es verdadero porque manifiesta lo que «es» en su verdadera realidad. Por eso es un juicio categórico, y sus razonamientos, el silogismo, es un razonamiento categórico.
Puesto que Aristóteles rechaza la inmortalidad del alma, lo mismo que la existencia de un mundo de las ideas subsistente, se hace necesario explicar cómo es posible el conocimiento de las formas. Aristóteles considera que el entendimiento agente por medio de un proceso de abstracción, es capaz de separar los rasgos particulares de los generales, separa lo individual de lo general, elaborando de este modo una adecuada comprensión de lo individual en lo general, como conocimiento mediante los conceptos; a su vez el concepto universal explica lo que es la realidad de una cosa.
Pero en la Edad Media, Universidad de París, se hará problema de conceder a los conceptos un grado de realidad. Los realistas (los platónicos como realismo exagerado, o los realistas moderados) frente a los nominalistas que considerarán que los conceptos no son más que nombres que designan las cosas.
Este es el problema de la oposición: Lo universal (concepto) frente a lo particular (individuo).
La filosofía actual, en general, no suele considerar como problema la existencia trascendente ni de los conceptos ni del Ser; y considera esta oposición desde otro punto de vista, el lógico-lingüístico.

## Lo Universal: Lo abstracto versus lo concreto
Esta problemática hay que contemplarla desde la perspectiva de la filosofía de Hegel y la filosofía más actual.
La oposición abstracto-concreto es una consecuencia de lo tratado en los apartados anteriores.
Para Hegel la Filosofía es un pensar Absoluto porque en ella se manifiesta la Totalidad, lo Uno como sistema; donde el «universal abstracto», vacío de contenido, es el pensamiento; el «universal concreto» es el resultado del proceso dialéctico del pensamiento hacia la realidad múltiple de su contenido, su realización. Por ello el universal concreto es el universal verdadero, la verdad de la razón, y no del mero entendimiento.
Mediante el Devenir dialéctico la Idea abstracta, vacía de contenido, pura formalidad, el Ser como Sujeto, se llena de contenido en la medida en que se hace real:
- Primero como Naturaleza,

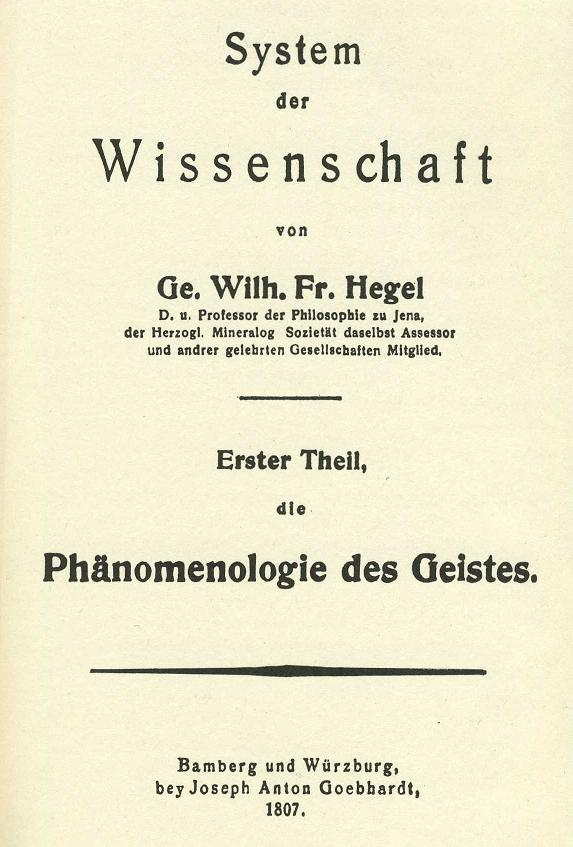
Fenomenología del Espíritu

- Luego como Espíritu subjetivo, en el hombre, donde toma conciencia de sí, y
- Como Espíritu Objetivo se abre a la libertad a través de la Historia por medio del Derecho, la moral, la eticidad, y finalmente el Estado.

Finalmente se refleja todo en la unidad de «pensamiento-realidad» que se muestra en la
- Filosofía, entendida ésta como Sistema, donde el Universal-abstracto, el Ser, se ha hecho Universal-concreto, porque manifiesta la plenitud de su contenido como Realidad, es decir como Resultado de todo el Devenir dialéctico.

El Ser, la Totalidad, el Universo, hay que concebirlo no como forma abstracta, sino como Resultado.
La Humanidad como formalidad es un vacío; mera idea; su sentido y realidad se produce en cuanto que existen los hombres que, en su multiplicidad concreta, llenan de contenido lo que es la Humanidad real.
De la misma forma el Ser como Universal abstracto carece de contenido y no es nada. Sólo en el devenir dialéctico adquirirá los diversos contenidos de su hacerse realidad plena a través de la multiplicidad como Universal concreto.
Para Hegel el Proceso de lo real, o devenir dialéctico es un proceso en tres momentos. Un primer momento de afirmación que lleva en su seno su contradicción, como segundo momento abstracto un concepto cuya tensión en el devenir suscita un tercer momento en el que el concepto abstracto se llena de contenido concreto y por tanto real, diferenciado nuevamente como un primer momento enfrentado a su contradicción, promoviendo un proceso de diversificación y unificación al realizarse el Ser como contenido real, Sujeto a la vez que Resultado.
Puesto que el sujeto es el Todo y el momento inicial es el Ser, vacío de contenido, su realización en el Espíritu Objetivo y Absoluto se manifiesta en la Filosofía como Sistema.

## La filosofía actual

### Comprensión semiótico-lingüística
La filosofía actual no considera el conocimiento como dimensión trascendente, y la oposición Universo-mundo-realidad se resuelve bajo el punto de vista lógico-lingüístico.
Los conceptos se consideran un producto del modo de percibir e interpretar semióticamente la realidad.
La Gramática generativa de Chomsky, plantea un universalismo lingüístico, si bien formal y transformacional, que integra la diversidad y multiplicidad de lo concreto en lo formal abstracto.
Umberto Eco (1973) considera que aunque a primera vista el lenguaje aparece como una dimensión comunicativa (el lloro del recién nacido como llamada a la madre), sin embargo por debajo se encuentra un sistema de significación. Entiende por esto que el proceso semiótico tiene una doble perspectiva como proceso a quo y como proceso ad quem.
Como proceso a quo es la previa realidad del ser la que impone condiciones previas de significación, pues como dice Eco, «el ser no está de vacaciones»; mientras que el proceso ad quem se dirige hacia lo concreto y múltiple de lo significado a través de la experiencia y la cultura.

### Comprensión lógica
Bajo el punto de vista formal y lógico lo Universal, como mera significación sin aplicación a un ente o individuo concreto ( es decir, sin afirmación existencial), representa un concepto que define un Universo como una propiedad o Clase universal de posibles individuos existentes que, a su vez, pueden pertenecer o no a otra clase universal y a una u otra Clase definida por una propiedad común a todos los individuos o elementos o miembros que pertenecen a ella, como conjunto enumerable existente.

Clase universal

El Universo así es comprendido como un Todo conceptual, como el fondo en el que se destacan todas las posibles realidades como percepciones, las cosas individuales y conceptos.
Tal concepto viene a representar la Realidad de todas las realidades, tal como lo definió Ortega. Siendo el o los mundos las relaciones posibles entre todas las clases contenidas en dicha Clase universal.
Por eso Boole consideró que esa clase es el 1 = único todo. Cada universo parcial se constituye como un Todo.
Lo que en lógica se expresa de la siguiente forma:
{\displaystyle A=\bigwedge x(x\in A)}
{\displaystyle {\overline {A}}=\bigwedge x(x\notin A)}
{\displaystyle U=A\cup {\overline {A}}}

Clase complementaria

Siendo A la clase definida por una propiedad y los x su contenido como individuos concretos.
Siendo  {\displaystyle {\overline {A}}} la clase complementaria de A, cuyo contenido son los elementos x que no pertenecen a A.
Siendo {\displaystyle U} la Clase Universal, el universo que comprende tanto a los elementos de A como a los de su clase complementaria.
Un individuo es una clase universal, por ser único, un todo, definido por sí mismo como tal en su existencia. Su representación lingüística es el nombre propio, que lo define como tal clase universal.
Cuando una clase como propiedad contiene al menos una clase como miembro o elemento, entonces decimos que esa clase es un conjunto.
Lo que viene a ser la forma de configurar la comprensión lógica del mundo clasificándolo y formalizándolo como conjunto de objetos y sus relaciones.
A veces, en la comprensión lingüística, se confunde el 'Todo'-lógico, distribuido o no-distribuido, con un conjunto de individuos existentes. Tal puede ocurrir cuando se utilizan lingüísticamente pronombres vagos como: algún, cualquiera o todos (considerando tales pronombres como sustitución de uno, uno por uno o cualquiera de todos o algunos de los posibles elementos de la clase lógica como si fueran individuos reales y existentes). Se confunde de este modo la propiedad de una clase lógica, como unidad lógica del pensamiento, con la clase natural como conjunto de individuos; como si fuera aquella un conjunto numerable.

### ¿Comprensión matemática?
Las nubes no son esferas, las montañas no son conos, las costas no son círculos, y las cortezas de los árboles no son lisas, ni los relámpagos viajan en una línea recta.
Mandelbrot, de su libro Introduction to The Fractal Geometry of Nature

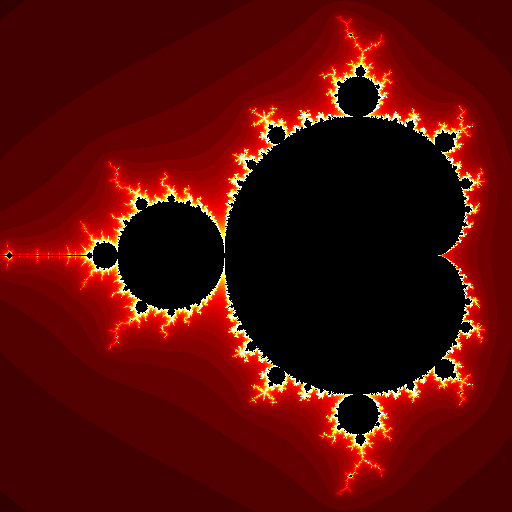
Representación del conjunto de Mandelbrot mediante el algoritmo de tiempo de escape.

El conjunto de Mandelbrot es un conjunto matemático de puntos en el plano complejo, cuyo borde forma un fractal. Este conjunto se define así, en el plano complejo:
Sea c un número complejo cualquiera. A partir de c, se construye una sucesión por inducción:
{\displaystyle \left\{{\begin{matrix}z_{0}&=&0\qquad \ &{\mbox{(término inicial)}}\qquad \\z_{n+1}&=&z_{n}^{2}+c&{\mbox{(relación de inducción)}}\end{matrix}}\right.}
Si esta sucesión queda acotada, entonces se dice que c pertenece al conjunto de Mandelbrot.
El Universo podría estar evolucionando, o ser comprendido en su evolución, según el número de Mandelbrot